# Безбородов, Валерий Михайлович
Валерий Михайлович Безбородов — советский хозяйственный и государственный деятель, лауреат Государственной премии СССР за выдающиеся достижения в труде.

## Биография
Родился в 1949 году. Член КПСС с 1973 года.
Окончил сельскохозяйственный техникум.
В 1969—1972 годах — механик, в 1972—1991 годах — бригадир тракторно-полеводческой бригады колхоза «Восток» Тамбовского района Амурской области.
За высокоэффективное использование техники, внедрение прогрессивных технологий и увеличение производства высококачественных кормов был в составе коллектива удостоен Государственной премии СССР за выдающиеся достижения в труде 1982 года.
Депутат Верховного Совета СССР 11-го созыва.
Жил в Амурской области.

## Награды
- Орден Трудовой Славы II степени (1982)
- Орден Трудовой Славы III степени (1976)